# Brexbach
Der Brexbach ist ein knapp 22 km langer linker Nebenfluss der Sayn in Rheinland-Pfalz.

## Name
Der Bach wurde im Jahr 959 als brachysa schriftlich erwähnt. Bei dem Namen handelt es sich um eine s-Ableitung des germanischen Worts *brōk für 'Sumpf'.

## Geographie

### Verlauf
Der Brexbach entsteht aus der Vereinigung von Hinterster Bach und Vorderster Bach im Grenzhauser Stadtwald östlich von Höhr-Grenzhausen. Manche sehen allerdings den Hintersten Bach nur als Namen für den Oberlauf des Brexbachs an, der am Nordhang der Montabaurer Höhe auf etwa 451 m ü. NHN entsteht.
Vom Zusammenfluss der beiden Quellbäche an einigen Fischteichen an verläuft der Brexbach zunächst dem oberen Ortsrand von Höhr-Grenzhausen entlang. Im oberen Brexbachtal gab es einst eine Senfmühle (1914 abgebrannt; Gedenkstein) sowie Farbmühle, Niesmühle und Kühnsmühle, deren nicht mehr als Mühlen genutzte Gebäude noch stehen.
Der Brexbach erreicht dann Höhr-Grenzhausens Ortsteil Grenzau und durchfließt den Ort unterhalb der Burg Grenzau. Der Bahnhof Grenzau ist Endstation der für den Personenverkehr stillgelegten, jedoch 2009 als Touristenbahn teilreaktivierten Brexbachtalbahn.
Parallel zur historischen Bahntrasse verläuft der 16 km lange Brexbachschluchtweg („Wäller-Tour“, „Saynsteig“), ein abwechslungsreicher, teils anspruchsvoller Wanderweg entlang steiler und dicht bewaldeter Hänge. Man erreicht dann das Pfadfindercamp Brexbachtal in einem Wiesengrund; auf drei Kilometern gibt es Zeltlagerplätze, teilweise mit Schutzhütten, sowie eine Lagerkapelle.
Der Unterlauf des Brexbaches führt an der ehemaligen Abtei Sayn vorbei, durchfließt den Ortsteil Sayn unterhalb der Burg Sayn unmittelbar an der alten Schutzmauer entlang, versorgt dort Hein’s Mühle, bevor er im Park von Schloss Sayn in die auch Saynbach genannte Sayn mündet. Diese endet im Bereich des Bendorfer Hafengebietes im Rhein.

### Zuflüsse
- Hinterster Bach (rechter Quellbach), 3,3 km und 4,0 km²
- Vorderster Bach (linker Quellbach), 1,3 km und 2,1 km²
- Seelbach (rechts), 2,4 km und 2,8 km²
- Hilgerter Bach (rechts), 1,2 km und 1,5 km²
- Masselbach (rechts), 9,5 km und 23,7 km²
- Flößchen (links), 0,5 km und 0,2 km²
- Felsgraben (rechts), 0,8 km und 0,8 km²
- (Bach von der Bendorfer Quelle) (rechts), 0,8 km und 0,5 km²
- Waldbach (rechts), 0,3 km und 0,2 km²
- Eisenbach (links), 1,0 km und 0,7 km²
- Buchenboren (links), 0,5 km und 0,3 km²
- Waldbach (links), 0,8 km und 0,4 km²
- (Bach von der Leutersquelle) (rechts), 1,0 km und 0,5 km²
- Nauorter Floß (rechts), 1,6 km und 2,6 km²
- (Bach von der Eiquelle) (rechts), 0,8 km und 0,6 km²
- Strombach (rechts), 0,6 km und 0,4 km²
- Weidenbach (links), 0,4 km und 0,3 km²
- Krähenbergbach (rechts), 0,6 km und 0,2 km²
- Mühlenbach (nach und von links), 0,3 km und 0,1 km²

## Namensgeber
Der Brexbach ist – außer für die Brexbachtalbahn und das Pfadfinderlager – Namensgeber für die Brexbach-Haie, wie sich der Fanclub des Tischtennis-Bundesliga-Vereins TTC Zugbrücke Grenzau nennt.